# Sint-Bernarduskapel (Malle)

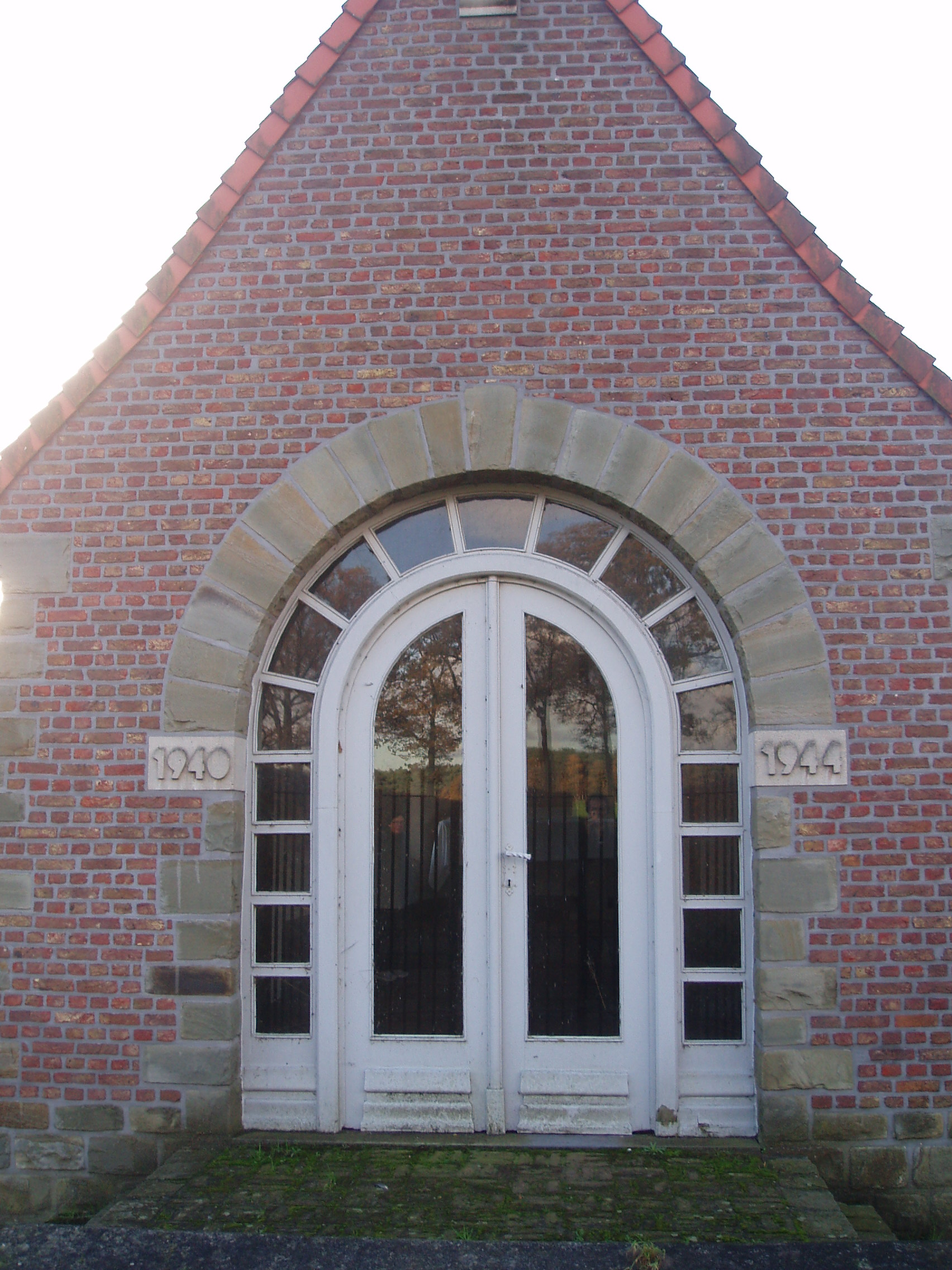
Gevel

De Sint-Bernarduskapel is een 20e-eeuwse dankkapel in de Belgische gemeente Malle. 
De kapel werd gebouwd in 1947 in opdracht van de Abdij van Westmalle en werd op 20 augustus 1947 ingewijd door de abt van de abdij. De kapel is gewijd aan de heilige Bernardus van Clairvaux en werd gebouwd als dank voor de bescherming van de abdij en de inwoners van de gemeente tijdens de Tweede Wereldoorlog.

## Beschrijving

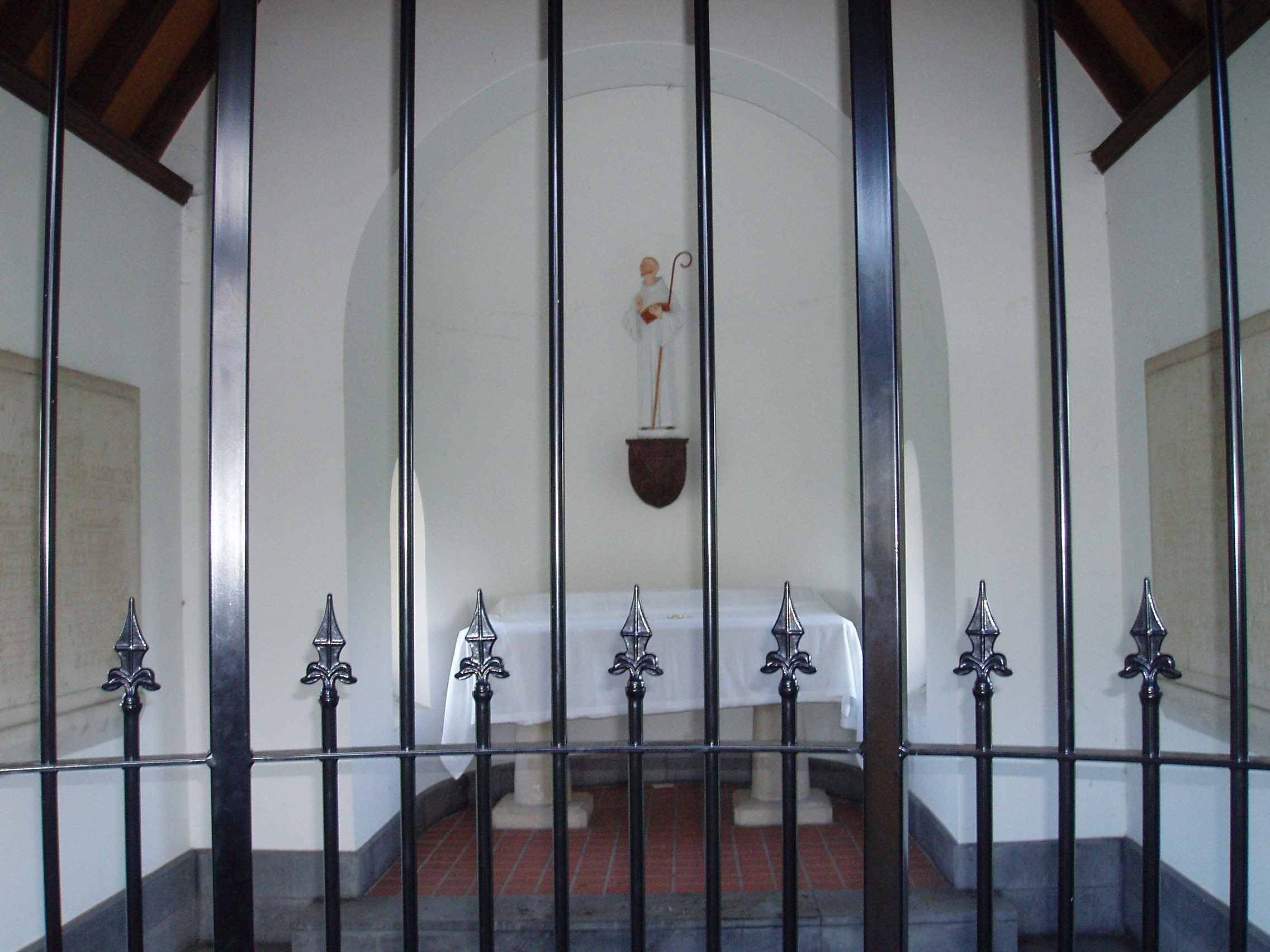
Altaar

De Sint-Bernarduskapel ligt in een weiland vlak bij de N12 en de Abdij van Westmalle. Een pad met aan beide zijden een beukenhaag leidt naar de kapel. De bakstenen kapel is gebouwd in een sobere neoromaanse stijl. Aan weerszijden van de toegangsdeur zijn de jaartallen 1940 en 1944 aangebracht in natuursteen. De gevel is bekroond met een kruis en de achtergevel met een dakruiter. Binnenin staat een zitbank en een eenvoudig stenen altaar in de apsis achter een hek. De kapel bevat binnenin ook een gedenkplaat voor de dertien overleden bemanningsleden van twee Britse bommenwerpers die in de buurt neerstortten in 1942 en in 1943.